# Махмуд-шах (султан Бенгалии)
Насир-ад-Дин Махмуд-шах (бенг. প্রথম নাসিরুদ্দিন মাহমুদ শাহ) (? — 1459) — султан Бенгалии из династии Ильяс-шахов (1437—1459). Он был потомком Шамс-ад-Дина Ильяс-шаха, 1-го султана Бенгалии (1342—1358). Он принял титул Насир-уд-Дин Абул Музаффар Махмуд-шах, когда он пришел к власти в 1437 году.

## История
С 1414 по 1436 год Бенгальским султанатом правила династия Ганеша, основателем которой был Раджа Ганеша (1414—1415, 1416—1418). В 1436 году был свергнут с престола и убит бенгальский султан Шамс-ад-Дин Ахмад-шах (1433—1436), внук Раджи Ганеши. В 1437 году новым султаном Бенгалии стал Насир-уд-Дин Махмуд-шах, прямой потомок Шамс-ад-Дина Ильяс-шаха.
Во время его правления султаны из династии Шарки из Джаунпура были вовлечены в конфликт с Делийским султанатом . Это сохраняло государство Насир-уд-Дина Махмуд-шаха в мире. Он посвятил свое время задачам реконструкции и развития. Он также смог восстановить военную мощь Бенгалии. По мнению историков Низамуддина Ахмада и Феришты, Насир-уд-Дин Махмуд-шах был идеальным султаном. Другой историк Гулам Хусейн Салим говорит, что благодаря его хорошей администрации раны угнетения, нанесенные предыдущим султаном Шамс-уд-Дином Ахмад-шахом, были исцелены.

## Правление
Во время его правления Хан Джахан Али, военачальник Махмуд-шаха, завоевал районы Кхулна и Джессор. Согласно нумизматическим свидетельствам, Насир-ад-Дин Махмуд-шах правил обширным султанатом, ограниченным районами Бхагалпур на западе, Маймансингх и Силхет на востоке, Гаур и Пандуа на севере и Хугли на юге.

## Распространениеислама
С помощью Хана Джахана Али Насир-уд-Дин Махмуд-шах добился прогресса в мусульманских поселениях в различных частях Бенгалии. Они строили мечети, ханги, гробницы и мосты, а также копали танки. Значимыми мечетями его правления были следующие:
- Мечеть Шестидесяти Куполов (бенг. ষাট গম্বুজ মসজিদ), возведенная Хан-Джаханом в Багерхате
- Две мечети, построенные Сарфараз-ханом в Джангипуре в районе Муршидабад в 1443 году
- Мечеть, построенная Хилали в Гауре в 1455 году.
- Мечеть, построенная в Дакке женщиной по имени Бахт Бинат Биби в 1455 году, известная как Мечеть Бинат Биби.
- Мечеть, построенная Хуршид-ханом в Бхагалпуре в 1446 году[2]
- Гробница Хана Джахана Али в Багерхате и гробница Алламы в хазрат Пандуа были возведены в его время. Он сам заложил основы цитадели и дворца в Гауре. Среди них до сих пор сохранились пятиарочный каменный мост, часть массивных стен крепости и Котвали-Дарваза[2].